# Eduardo Pedroza

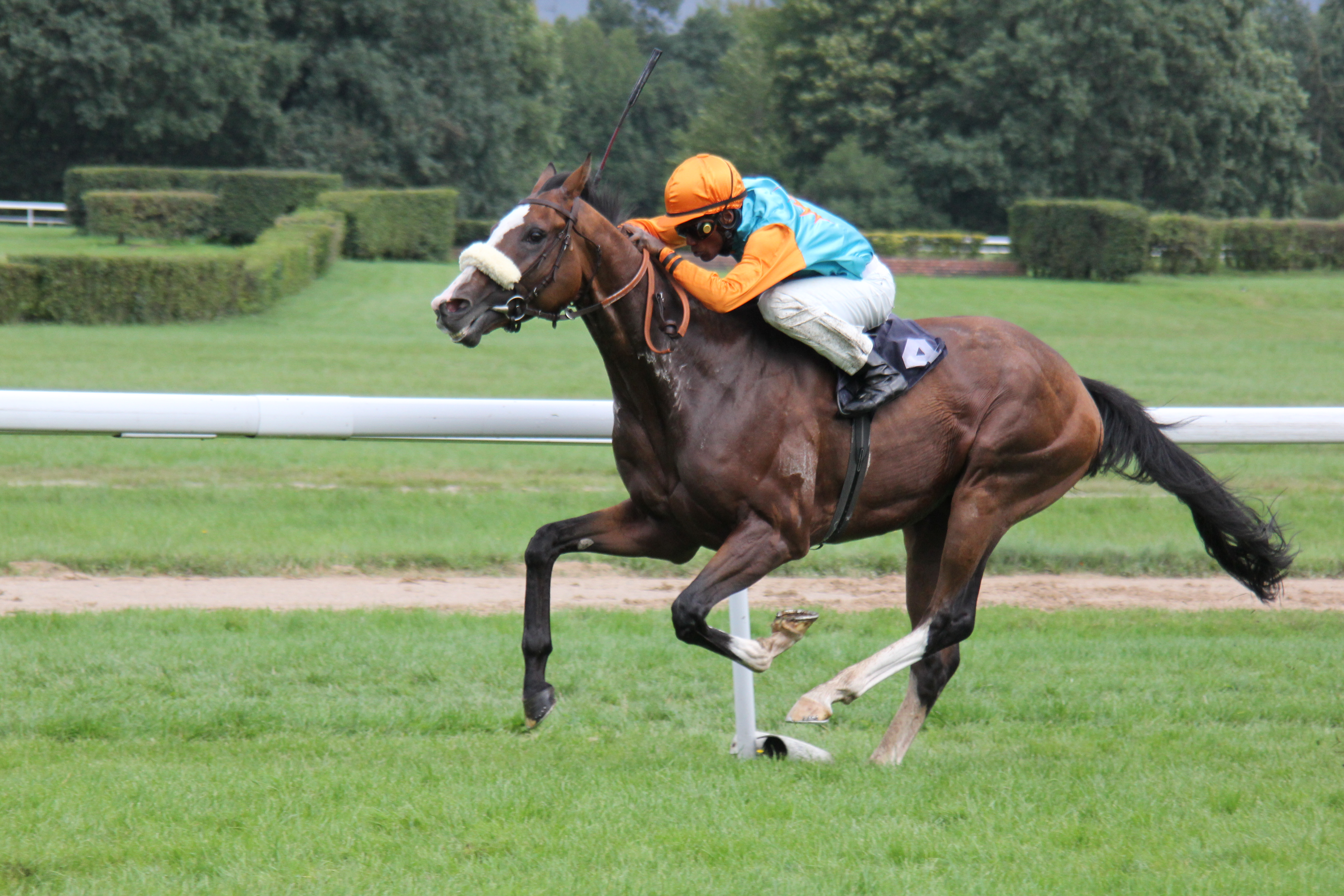
Eduardo Pedroza mit Earl of Tinsdals beim Rheinlandpokal 2011

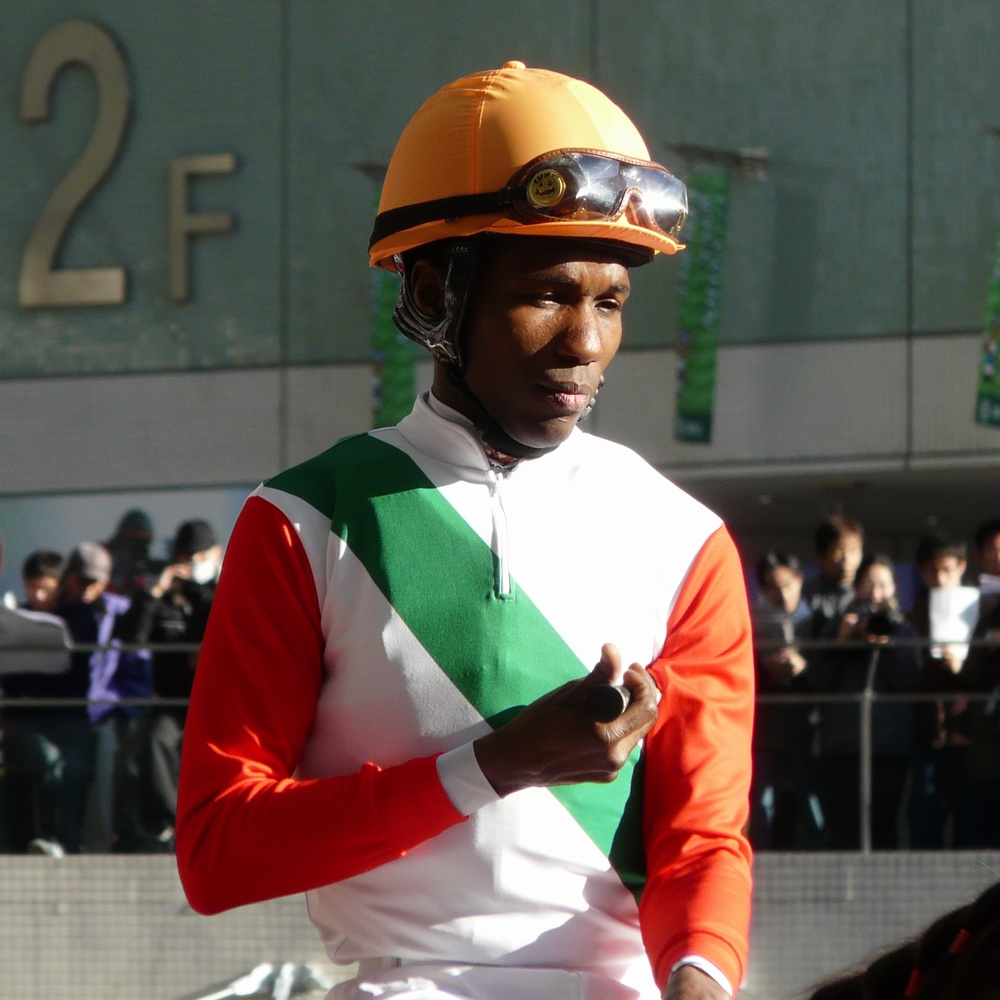
Eduardo Pedroza (2011)

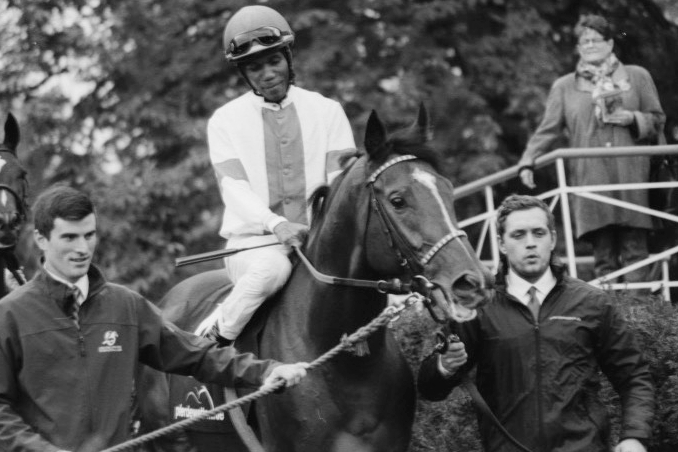
Eduardo Pedroza mit Laccario (2019)

Eduardo "Eddie" Pedroza (* 30. Juli 1974 in Panama) ist ein Jockey im Galoppsport, der vorwiegend in Deutschland reitet.

## Ausbildung und Erfolge in Panama
Pedroza wurde in seinem Mutterland Panama als Jockey ausgebildet. Dort begann auch seine sportliche Laufbahn mit 99 Siegen.

## Jockey
Auf Vermittlung seines in Hamburg lebenden Onkels, der ihm angeboten hatte, Deutschland kennenzulernen und auch den Kontakt zu Andreas Wöhler aufbaute kam er 1995 nach Deutschland. Seinen ersten Sieg konnte er am 5. November 1995 mit Celestial Knight in Bremen erringen. Im folgenden Jahr wurde er einer der Stalljockeys von Andreas Wöhler und nach häufigen Erfolgen im Jahr 2003 dort auch erster Stalljockey.
Seinen ersten Sieg in einem Gruppenrennen konnte Pedroza am 12. Mai 2002 in Düsseldorf bei den 82. German 1000 Guineas erringen. Er entwickelte sich zu einem der besten Reiter in Deutschland, was sich in vier fortlaufenden Jockey-Championaten von 2007 bis 2010 niederschlug. Im Jahr 2011 verpasste er auf Earl of Tinsdals knapp den Sieg beim Deutschen Derby gegen seinen Stallgefährten Jozef Bojko auf Waldpark, am 7. Juli 2019 konnte er dieses Rennen mit Laccario gewinnen. Er feierte bisher über 1000 Siege, davon mehr als 20 in Gruppenrennen.
Er konnte den Premio Roma 2016 mit Potemkin und 2018 mit Va Bank gewinnen.